# 일광욕 의존증
일광욕 의존증(日光浴依存症, tanning dependence)은 일광욕 또는 일광욕 침대 사용에 의존성을 나타내는 신체, 심리적 상태다. 충동을 일으킬 지경의 일광욕 의존증은 탐닉의 정의도 만족한다.

## 같이 보기
- 신체이형장애